# El Puerto de Liverpool
El Puerto de Liverpool is een Mexicaans detailhandelsbedrijf met het hoofdkantoor in Mexico-Stad. In 2020 exploiteerde de onderneming 122 warenhuizen onder de naam Liverpool, 169 kledingwinkels onder de naam Suburbia en 60 boetieks. Daarnaast exploiteert het bedrijf 28 winkelcentra met een totale oppervlakte van meer dan 550.000 m². In 2020 had het bedrijf heeft ongeveer 72.500 mensen in dienst. 

## Geschiedenis
Het bedrijf werd in 1847 opgericht door de Fransman Jean Baptiste Ebrard. Vanaf 1872 begon hij goederen uit Europa te importeren, die via Liverpool in Engeland werden verscheept. 